# Bojmunte
Bojmunte su naseljeno mjesto u gradu Livnu, Federacija Bosne i Hercegovine, BiH.

## Zemljopis
Nalaze se na uz sjeveroistočni rub središnje trećine Livanjskog polja. 
Sjeverozapadno uz rub polja su Radanovci i Vrbica, jugoozapadno preko polja su Ždralovački kanal, Gornji Kazanci, Donji Kazanci, potoci Jaruga i Govnuša, zapadno-jugozapadno je Sajković, jugoistočno su Gubin i Provo istočno uz rub polja su Čelebić i Kovačić.

## Stanovništvo

### 1991.
Nacionalni sastav stanovništva 1991. godine, bio je sljedeći:
ukupno: 91
- Srbi - 90
- ostali, neopredijeljeni i nepoznato - 1

### 2013.
Nacionalni sastav stanovništva 2013. godine, bio je sljedeći:
ukupno: 19
- Srbi - 19